# Acer komarovii
Acer komarovii é uma espécie de árvore do gênero Acer, pertencente à família Aceraceae.